# Joyeux Noël (album)
Pour les articles homonymes, voir Joyeux Noël.
Albums de Nicole Martin
Cocktail de douceur Cocktail Lounge
Joyeux Noël est le 19e album studio de Nicole Martin. L'album est sorti en 2011 en coproduction chez Disques Diva et Disques Musicor. Il est distribué par Distribution Select. Le coffret est constitué de deux CD : un premier contenant de nouveaux titres enregistrés en août 2011 et un deuxième qui représente la réédition intégrale de l’album Noël avec Nicole Martin paru en 1979.

## Liste des titres
| 1.  | Le Petit Renne au nez rouge | Johnny Marks (traduction : Jacques Larue)                                         | Johnny Marks                               | 2 :53 |
| 2.  | Un Noël d'amour             | Ralph Blane (traduction : Nicole Martin)                                          | Hugh Martin                                | 3 :28 |
| 3.  | Danser autour du sapin vert | Johnny Marks (traduction : auteur francophone inconnu)                            | Johnny Marks                               | 1 :58 |
| 4.  | Promenade en traîneau       | Mitchell Parish (traduction : J. Plante)                                          | Leroy Anderson                             | 3 :16 |
| 5.  | Père Noël arrive ce soir    | John Frederick Coots et Haven Gillespie (traduction : auteur francophone inconnu) | John Frederick Coots et Haven Gillespie    | 4 :12 |
| 6.  | L’enfant au tambour         | Katherine Kennicott Davis et Henry Onorati (traduction : Georges Coulonges)       | Katherine Kennicott Davis et Harry Simeone | 3 :40 |
| 7.  | Vive le vent                | Francis Blanche                                                                   | James Pierpont                             | 2 :29 |
| 8.  | Blue Christmas              | Billy Hayes                                                                       | Jay W. Johnson                             | 3 :15 |
| 9.  | C’est l’hiver               | Sammy Cahn                                                                        | Jule Styne                                 | 2 :48 |
| 10. | Les enfants oubliés         | Louis Amade                                                                       | Gilbert Bécaud                             | 3 :35 |
| 11. | Aimer quand même            | John Newton (1725-1807) (traduction : Pierre Delanoë et Claude Lemesle)           | Traditionnel (Amazing Grace)               | 3 :29 |

Disque 2 : réédition intégrale de l’album Noël avec Nicole Martin paru en 1979 (voir l’article sur cet album pour la liste des titres).

## Singles extraits de l'album
- Le Petit Renne au nez rouge
- Danser autour du sapin vert
- C’est l’hiver
- Blue Christmas
- L’enfant au tambour
- Promenade en traîneau